# ミゲル・トーレス (スペインのサッカー選手)
ミゲル・トーレス・ゴメス（Miguel Torres Gómez, 1986年1月28日 - ）はスペインの元サッカー選手。スペイン、マドリード出身。現役時代のポジションはディフェンダー。

## 経歴
2006-07シーズンのコパ・デル・レイ4回戦1st leg対エシハ戦でレアル・マドリードのトップチームにデビューを飾る。また、UEFAチャンピオンズリーグのアウェーのFCディナモ・キーウ戦で、センターバックとして同大会でのデビュー戦を経験をした。
レアル・マドリードは2006年の年末からサイドバックの相次ぐ怪我に悩まされており、本来のポジションはセンターバックではあるが左右のサイドをこなせるミゲル・トーレスを、カペッロ監督は重用した。このことは彼のリーガ・エスパニョーラでのデビュー戦を早めることとなった。トーレスはリーガ第18節サラゴサ戦で、1部リーグデビュー戦とは思えない落ち着いたプレーを披露しフル出場を果たした。以後は一貫してスタメン起用され続けた。左サイドを駆け上がり、中のファン・ニステルローイの足元にピンポイントにクロスを上げ、ダイレクトボレーをゴールに叩き込んだシーンは非常にスペクタクルであった。既にカペッロをして『マドリーの至宝』とまで言わしめた。
ちなみにこのシーズンのレアル・マドリード・カスティージャでは、基本的に左サイドバックで起用されている。
2008年2月、イングランドU-21代表との親善試合のためスペインU-21代表に招集され、スタメン出場した。
その後も、U-21の試合には全試合出場している。
2009年8月31日、移籍市場最終日にヘタフェCFへの移籍が決まった。5年契約で移籍金は200万ユーロである。最初の2年間はレアル・マドリーに優先的な買戻しオプションが付加される契約となっている。

## 所属クラブ
- レアル・マドリードC 2005-2006
- レアル・マドリード・カスティージャ 2006-2007
- レアル・マドリード 2007-2009
- ヘタフェCF 2009-2013
- オリンピアコスFC 2013-2014
- マラガCF 2014-2019

## タイトル

### クラブ
レアル・マドリード
- リーガ・エスパニョーラ (2) : 2006-07, 2007-08

オリンピアコスFC
- ギリシャ・スーパーリーグ (1) : 2013–14

## 個人成績
| クラブ             | シーズン | リーグ戦 | リーグ戦 | リーグ戦 | カップ戦 | カップ戦 | カップ戦 | 欧州カップ戦 | 欧州カップ戦 | 欧州カップ戦 | 合計 | 合計   | 合計     |
| クラブ             | シーズン | 試合     | ゴール   | アシスト | 試合     | ゴール   | アシスト | 試合         | ゴール       | アシスト     | 試合 | ゴール | アシスト |
| ------------------ | -------- | -------- | -------- | -------- | -------- | -------- | -------- | ------------ | ------------ | ------------ | ---- | ------ | -------- |
| カスティージャ     | 2006-07  | 14       | 0        | 1        | 0        | 0        | 0        | 0            | 0            | 0            | 14   | 0      | 1        |
| カスティージャ     | 合計     | 14       | 0        | 1        | 0        | 0        | 0        | 0            | 0            | 0            | 14   | 0      | 1        |
| レアル・マドリード | 2006-07  | 18       | 0        | 2        | 5        | 0        | 0        | 3            | 0            | 0            | 26   | 0      | 2        |
| レアル・マドリード | 2007-08  | 20       | 0        | 0        | 3        | 0        | 0        | 3            | 0            | 0            | 26   | 0      | 0        |
| レアル・マドリード | 2008-09  | 14       | 0        | 0        | 0        | 0        | 0        | 1            | 0            | 0            | 15   | 0      | 0        |
| レアル・マドリード | 合計     | 52       | 0        | 2        | 8        | 0        | 0        | 7            | 0            | 0            | 67   | 0      | 2        |
| 合計               | 合計     | 66       | 0        | 3        | 8        | 0        | 0        | 7            | 0            | 0            | 81   | 0      | 3        |